# ژرژ لاپاساد

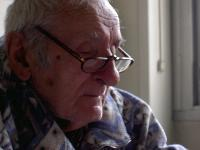
ژرژ لاپاساد در سال ۲۰۰۳

ژرژ لاپاساد (به فرانسوی: Georges Lapassade) (۱۰ می ۱۹۲۴ - ۳۰ ژوئیه ۲۰۰۸) فیلسوف و جامعه‌شناس فرانسوی بود.

## آثار
نخستین و مهم‌ترین اثر لاپاساد، کتاب «ورود به زندگی» (L'Entrée dans la vie) است که در سال ۱۹۶۳ منتشر شد. برخی دیگر از آثار او از این قرارند:
- کتاب دیوانه (۱۹۷۱)
- بدن منع‌شده (۱۹۷۷ با همکاری رنه شر)
- اوضاع تعدیل‌شده شعور (۱۹۸۷)
- هراس؛ از مجموعه کتاب‌های «Que sais-je?» (۱۹۹۰)

## منبع
- مشارکت‌کنندگان ویکی‌پدیا، «Georges Lapassade»، ویکی‌پدیای فرانسوی، دانشنامهٔ آزاد. (بازیابی در ۲۳ سپتامبر ۲۰۰۸).